# Йенсен, Вильгельм
Вильгельм Йенсен (нем. Wilhelm Jensen; 15 февраля 1837, Хайлигенхафен — 24 ноября 1911, Мюнхен) — немецкий писатель и поэт, редактор, издатель.

## Биография
Изучал медицину в университетах Киля, Вюрцбурга и Бреслау, однако затем отказался от медицинской карьеры. Занимался журналистикой, издавал в Штутгарте в первой половине 1860-х гг. газету «Schwabische Volks-Zeitung», затем редактировал во Фленсбурге «Norddeutsche Zeitung». В дальнейшем жил в Киле (1872—1876), Фрайбурге (1876—1888) и Мюнхене, занимаясь литературным трудом. 
Был чрезвычайно плодовит как прозаик, оставив более ста книг, а также стихи (относящиеся преимущественно к раннему периоду творчества) и пьесы.
Лирика Йенсена проникнута элегическим настроением, многие романы реалистичны, а поздние произведения содержат элементы фантастики.